# Trono imperiale di Goslar

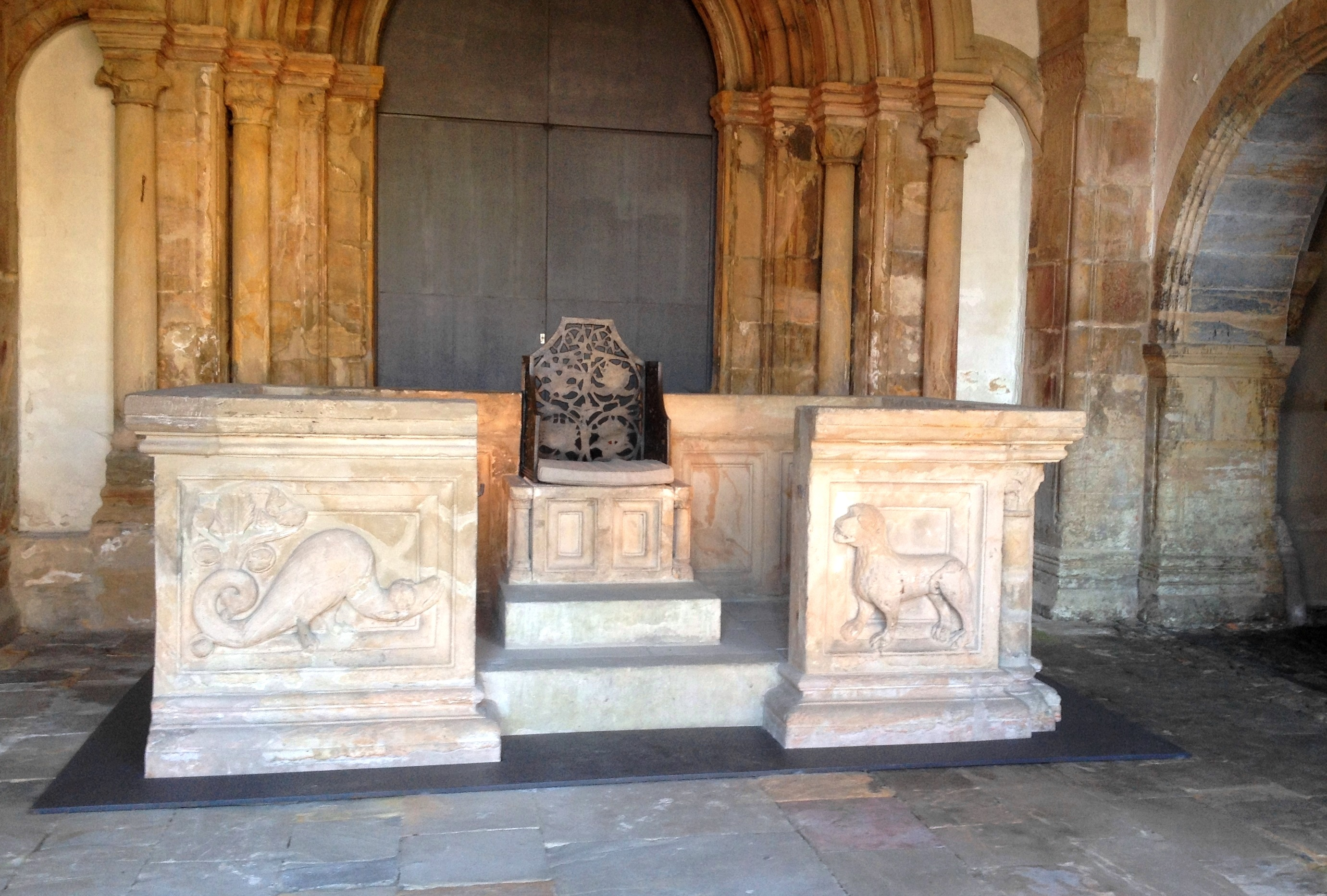
Goslar, portico della collegiata palatina, base e barriere in arenaria del trono imperiale, replica delle spalliere

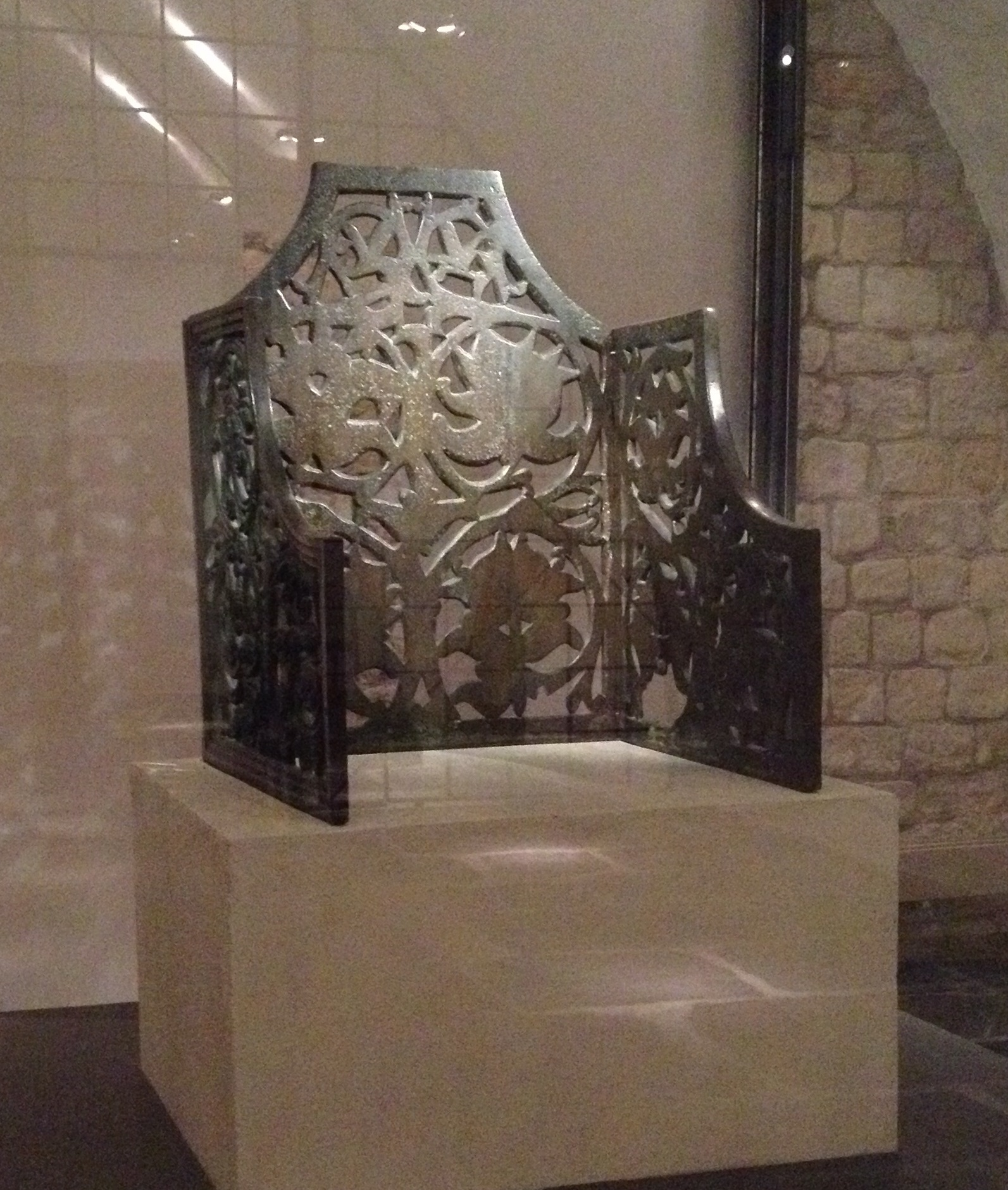
Palazzo imperiale di Goslar, schienale in bronzo del trono imperiale (originale)

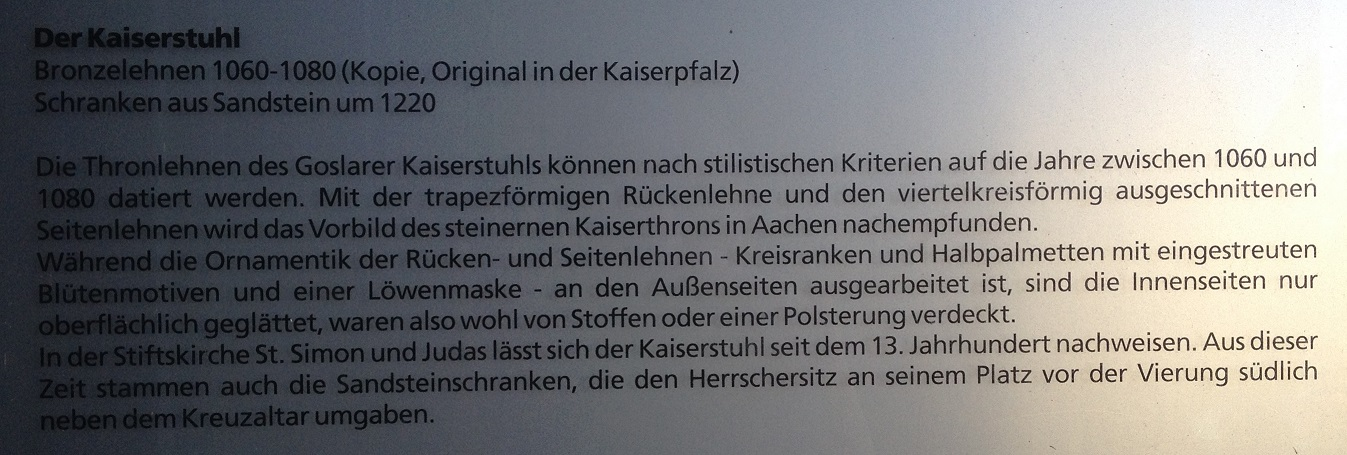
Pannello informativo del trono

Il trono imperiale di Goslar fu creato tra il 1060 e il 1080 ed era il trono degli imperatori e dei re dei Romani nella chiesa collegiata di San Simone e Giuda, che apparteneva al palazzo imperiale di Goslar. Insieme all'altare di Krodo, è uno dei più importanti arredi rimasti della collegiata demolita.
Il trono imperiale è composta da tre schienali (fianchi, schiena) fusi in bronzo– oggi si trovano nelle volte del palazzo imperiale di Goslar- e da una base in pietra con sedile e bracci del trono in arenaria - oggi, con una replica degli schienali in bronzo, allestita nel vestibolo conservato della collegiata di San Simone e Giuda.
Il metallo per gli schienali è stato estratto nella vicina Rammelsberg. Con i loro rigogliosi ornamenti a viticcio, i melograni e le palmette traforate, sono tra le più importanti opere di bronzo fuso di epoca salica. Le barriere del trono in pietra arenaria che circondano il trono risalgono al 1220 circa e sono decorate con figure di animali e creature mitiche. A parte il trono reale di Aquisgrana di Carlo Magno ad Aquisgrana– di cui riprende le forme– quello di Goslar è l'unico trono medievale superstite di un imperatore dei Romani.
Fino alla sua demolizione (1819-1822), il trono imperiale si trovava nella chiesa collegiata e fu venduto all'asta al valore materiale dell'epoca. Dopo alcuni passaggi di mano, il trono entrò in possesso del principe Carlo di Prussia e servì per l'ultima volta nel 1871 per una cerimonia imperiale come trono dell'imperatore Guglielmo I all'apertura del primo Reichstag di Berlino. Carl la lasciò alla città di Goslar per donazione testamentaria.